# Orion Pictures
Orion Pictures Corporation è una casa di produzione cinematografica e televisiva statunitense fondata nel 1978 come joint venture tra la Warner Bros. e tre ex dirigenti di alto livello della United Artists, i copresidenti della UA Arthur Krim e Robert Benjamin e l'amministratore delegato Eric Pleskow, che si erano dimessi dopo i dissidi con il capo della UA, allora parte della Transamerica. Dal 2022, fa parte di Amazon MGM Studios, sussidiaria di Amazon.com.
I primi film della Orion sono 10, L'uomo venuto dall'impossibile, Palla da golf, Arturo, Excalibur, Brian di Nazareth e Una piccola storia d'amore.

## Storia
Nel 1982, la Orion acquistò la Filmways, Inc. (che aveva prodotto famosi show televisivi alla fine degli anni sessanta, come ad esempio The Beverly Hillbillies, La fattoria dei giorni felici, Mister Ed, il mulo parlante e La famiglia Addams, ma questo era di secondaria importanza, in quanto erano più interessati per la proprietà della American International Pictures), e divenne una compagnia indipendente, oltre a immettersi nella produzione e distribuzione televisiva. Fu introdotto inoltre un nuovo logo, con una raffigurazione animata della costellazione di Orione che forma il nome, parzialmente tagliato da una retta.
Durante gli anni ottanta, le sue uscite includevano i film di Woody Allen, Hollywood blockbuster come il primo Terminator e la serie di RoboCop, film commedie come Getta la mamma dal treno, Due figli di... e Qualcosa di travolgente e film vincitori di Premio Oscar come Amadeus e Platoon. Inoltre Balla coi lupi e Il silenzio degli innocenti hanno fatto guadagnare molti premi Oscar alla Orion nei primi anni novanta. Il miliardario John Kluge investì nella società come favore a Krim, e dal 1990 la sua Metromedia divenne la proprietaria di maggioranza.

### Orion Classics
Nel 1983, fu fondata la divisione Orion Classics, chiamando Michael Barker, Tom Bernard, e Marcie Bloom, che avevano già lavorato alla United Artists Classics. La filiale presentata soprattutto film in lingua straniera, come Babette's Feast e il film di Pedro Almodovar Donne sull'orlo di una crisi di nervi e film indipendenti americani come Mystery Train - Martedì notte a Memphis di Jim Jarmusch e Slacker di Richard Linklater.

### CDI
La Orion Pictures ha distribuito i suoi film in Italia tramite la CDI, inizialmente chiamata CDE (Compagnia Distribuzione Europea) che talvolta distribuiva anche film della Mario e Vittorio Cecchi Gori prima che questi si unissero a Silvio Berlusconi nella Penta Film. La CDI, di proprietà del giovane produttore Giovanni Di Clemente, utilizzava come logo lo stesso della Orion, con la costellazione rotante che formava le lettere C, D, e I anziché ORION, tagliate da una retta.

### Anni Novanta e problemi finanziari
Nei primi anni novanta, la Orion ebbe gravi problemi finanziari, e finì per dichiarare il fallimento nel 1992. Gli studio finirono per vendere i diritti della versione cinematografica de La famiglia Addams per trovare i fondi per produrre Il silenzio degli innocenti, mentre le altre lucrative proprietà della società, come la distribuzione dei film di Terminator, furono vendute ad altri studios. La Paramount distribuì La famiglia Addams negli Stati Uniti mentre la Orion mantenne i diritti internazionali. Diversi progetti in produzione al tempo, come Blue Sky, Car 54, Where Are You? e Clifford, furono pubblicati con tre anni di ritardo (dal 1991 al 1994) per colpa del fallimento della società. La Orion fu in grado di uscire dallo stato di fallimento nel 1996, ma solo pochi dei film distribuiti durante i quattro anni di protezione di fallimento (come vuole la legge statunitense), furono un successo sia di pubblico che commerciale.

### Dismissioni
Come risultato dei problemi finanziari della Orion, la sua divisione televisiva fu venduta alla ABC che divenne la ABC Productions (che ha prodotto le serie televisive Il commissario Scali e My So-Called Life), anche se la Orion continuò a mantenere la proprietà di tutti i suoi prodotti televisivi in uscita fino al momento del fallimento. A causa dei problemi finanziari il trio formato da Michael Barker, Tom Bernard, e Marcie Bloom fu costretto a lasciare la Orion Classics, portando con sé i diritti di distribuzione dell'adattamento di Casa Howards da parte della Merchant Ivory Productions già annunciato da tempo; dopo la richiesta dell'ex presidente della Orion Mike Medavoy, che ora era alla TriStar Pictures, i tre quindi ora alla neonata Sony Pictures Classics, fecero di Casa Howards la prima pubblicazione della compagnia.

### Prima della vendita alla MGM
Prima della vendita alla Metro-Goldwyn-Mayer nel 1997, la Orion Pictures produsse pochissimi film, e soprattutto commercializzò film di altri produttori, inclusi quelli della LIVE Entertainment. Mentre la Orion Classics, priva dei suoi fondatori, ha continuato ad acquisire popolari film del cinema d'essai come Boxing Helena prima che la Metromedia fondesse la sua controllata con la The Samuel Goldwyn Company nel 1996.

### Vendita alla Metro-Goldwyn-Mayer
Nel 1997, Metromedia vendette la Orion (così come la The Samuel Goldwyn Company e la Motion Picture Corporation of America) alla Metro-Goldwyn-Mayer, con un accordo finalizzato alla fine del 1998. La Orion continua oggi a operare solamente come sussidiaria della MGM.

### La libreria della Orion
Quasi tutte le pubblicazioni della Orion dal 1982 in poi, così come la maggior parte dei vecchi prodotti della American International Pictures e della Filmways Pictures e tutti i prodotti televisivi originariamente prodotti e distribuiti dalla Orion Television, ora portano il nome MGM.
Comunque, in molti casi, il logo della Orion del periodo 1981-1996 è stato conservato e aggiunto nel caso dei prodotti della Filmways e della AIP. I film prodotti dalla Hemdale Communications e distribuiti dalla Orion sono oggi inclusi nella libreria della MGM, anche se la MGM non ha acquistato questi film (che includono Terminator e Platoon) fino a quando non ha acquistato la libreria della Epic Productions che possedeva la libreria della Hemdale, che quindi sono finite incorporate nella libreria della Orion.
Tuttavia, la MGM non possiede tutte le versioni della Orion. La maggior parte dei diritti più vecchi che risalgono al periodo 1978–1981 quello della joint venture sono rimasti sotto il controllo della Warner Bros., con l'eccezione di Brian di Nazareth, di proprietà della Hand Made Films di George Harrison e dalla compagnia di produzione Python; e due film prodotti dalla American Zoetrope, quali Hammett e The Escape Artist, che sono di proprietà della Paramount Pictures.
Inoltre, due film di Saul Zaentz originariamente commercializzati dalla Orion, oggi sono proprietà della Warner Bros.: L'insostenibile leggerezza dell'essere e Amadeus. Rambo, che è stato prodotto dalla Carolco Pictures e distribuito dalla Orion, ora appartiene alla StudioCanal, mentre Up the Creek e I tre amigos! appartengono alla HBO (anche se i diritti televisivi internazionali e tutti i diritti di quest'ultimo film sono detenuti dalla MGM).

## Loghi

1978 - 2022
In uso dal 2022